# Stemonyphantes menyuanensis
Stemonyphantes menyuanensis là một loài nhện trong họ Linyphiidae. Loài này được phát hiện ở Trung Quốc.